# 米格尔海姆
米格尔海姆（德語：Müggelheim，德語發音：[ˈmʏɡl̩ˌhaɪ̯m] ⓘ），是德国柏林州特雷普托-克珀尼克区的一个下属区。在19世纪，该地曾长期使用“米格尔斯海姆”（Müggelsheim）作为其官方名称。